# 共王陵
共王陵中国西周第六代王周共王陵墓，周共王死后葬于周原。
在今咸阳市毕塬上。清朝乾隆年间，陕西巡抚毕沅为全省古墓立碑。现代考古学者认为，毕沅为立碑的周文王陵实为秦惠文王陵，周武王陵实为秦悼武王陵，周成王陵应为汉孝平王皇后陵，周康王陵应为汉孝元皇后陵，周共王陵应为汉成帝妃子班婕妤陵。